# Kyōichi Katayama
Kyōichi Katayama (片山恭一?, Katayama Kyōichi; Prefettura di Ehime, 5 gennaio 1959) è uno scrittore giapponese.
Si è laureato all'Università di Kyūshū. Il primo libro importante di Katayama fu Kehai ("Segno"): il libro vinse il premio Bungakkai Newcomers.
Kyōichi Katayama ha scritto il libro Gridare amore dal centro del mondo, che solo in Giappone ha venduto circa quattro milioni di copie. Dal libro è stato tratto un manga (illustrato da Kazumi Kazui), una serie televisiva ed un film.
In italiano è stato anche pubblicato il suo romanzo Come sabbia è il mio amore.